# Bulbostylis humpatensis
Bulbostylis humpatensis är en halvgräsart som beskrevs av Meneses. Bulbostylis humpatensis ingår i släktet Bulbostylis och familjen halvgräs.
Artens utbredningsområde är Angola. Inga underarter finns listade i Catalogue of Life.